# Antrona Schieranco
Antrona Schieranco é uma comuna italiana da região do Piemonte, província do Verbano Cusio Ossola, com cerca de 544 habitantes. Estende-se por uma área de 100 km², tendo uma densidade populacional de 5 hab/km². Faz fronteira com Bognanco, Calasca-Castiglione, Ceppo Morelli, Montescheno, Vanzone con San Carlo, Viganella.

## Demografia
| Variação demográfica do município entre 1861 e 2011                               |
|                                                                                   |
| Fonte: Istituto Nazionale di Statistica (ISTAT) - Elaboração gráfica da Wikipedia |